# Heizkraftwerk West (Karlsruhe)
Das Heizkraftwerk West ist ein Reserve- und Spitzenlastkraftwerk der Stadtwerke Karlsruhe. Es befindet sich am Rheinhafen im Westen Karlsruhes. Der Einsatz richtet sich nach dem Wärmebedarf und erfolgt demnach vor allem in den Morgenstunden, als auch in den Wintermonaten teils ganztägig. Neben der Fernwärmeerzeugung könnte es auch noch Strom erzeugen und beherbergt die zentrale Netzleitstelle der Karlsruher Fernwärmeversorgung. Der Kamin des Kraftwerks ist 140 Meter hoch.

## Geschichte

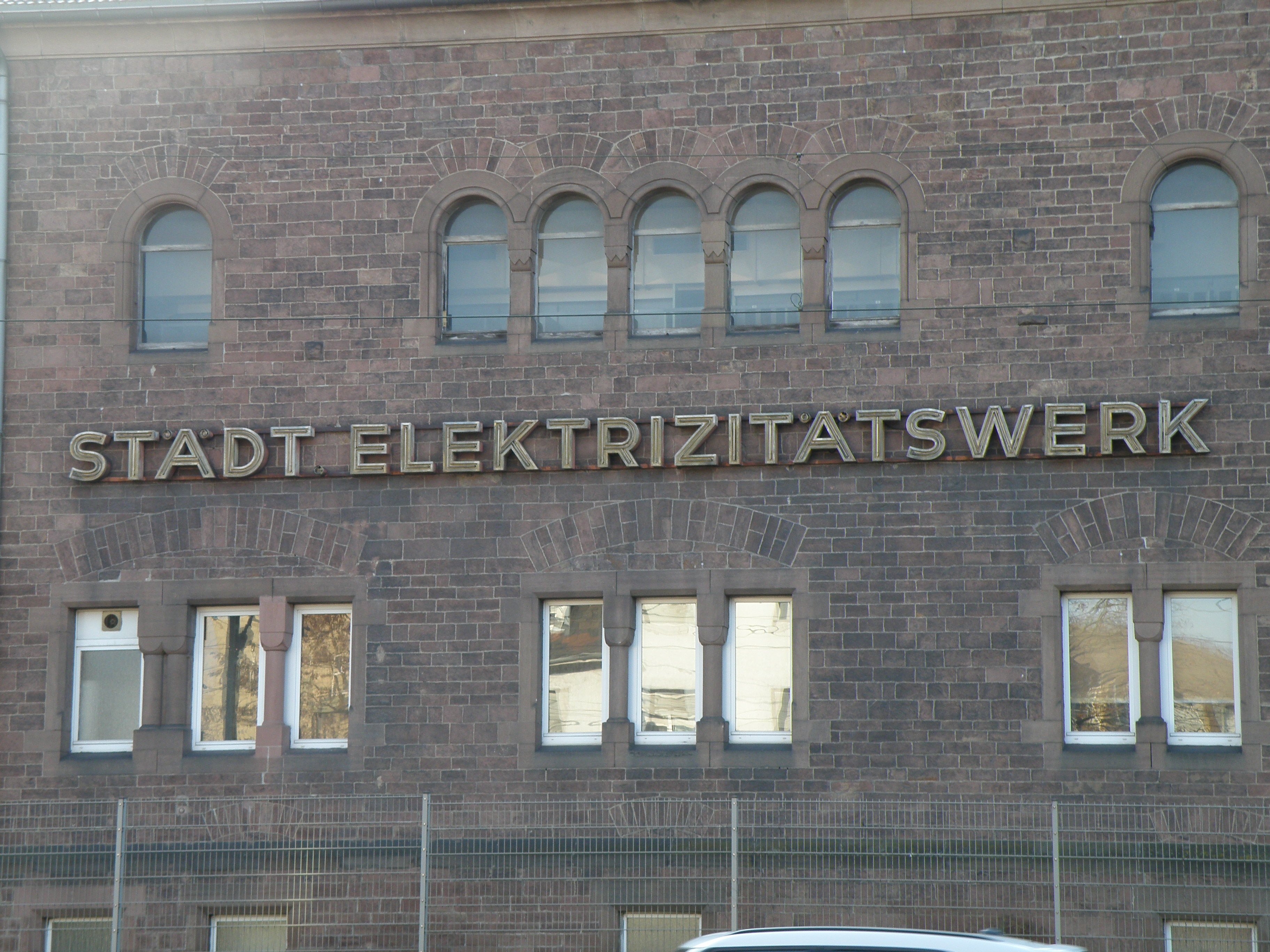
Fassadendetail

Bereits 1891 fand eine öffentliche Ausschreibung für ein Kraftwerk in Karlsruhe statt. Das heutige Heizkraftwerk West wurde nach einem Monat Probebetrieb am 10. April 1901 als „Elektrische Centrale für Licht- und Kraftversorgung“ in Betrieb genommen und wurde damals noch mit Kohle befeuert. 1993 wurde die Befeuerung mit umweltschädlichem Schweröl aufgegeben und heute wird das Kraftwerk hauptsächlich mit Erdgas betrieben.
Seit 1951 wurde die Abwärme des Kraftwerks genutzt und als Fernwärme ins Netz eingespeist. Heute produziert das Kraftwerk hauptsächlich Fernwärme und wurde seit 2014 (Stand September 2019) nur zwei Mal zur Stromproduktion genutzt.